# Atalanta Bergamasca Calcio 2010-2011
Questa voce raccoglie le informazioni riguardanti l'Atalanta Bergamasca Calcio nelle competizioni ufficiali della stagione 2010-2011.

## Stagione
La retrocessione della stagione precedente produce una frattura ormai insanabile tra dirigenza e tifosi, il che induce la famiglia Ruggeri a mettere in vendita la società: l'imprenditore edile Antonio Percassi, che era già stato presidente nei primi anni novanta, acquista l'Atalanta.
Il nuovo numero uno nerazzurro capisce la necessità di ridare entusiasmo a un ambiente decisamente demoralizzato e, attraverso una serie di ambiziose iniziative volte a riavvicinare la gente alla squadra, promette di allestire una rosa che possa riconquistare immediatamente la promozione in Serie A per poi restarci molti anni.
Come allenatore si sceglie di puntare nuovamente su Stefano Colantuono, reduce dalla mancata promozione in A con il Torino, a tre stagioni di distanza dal record di punti ottenuti dai nerrazzurri nel massimo campionato.
Il ritiro estivo torna a svolgersi a Rovetta dopo che negli ultimi anni, per decisione dell'amministrazione precedente, si era tenuto a Brentonico.
L'Atalanta esordisce nel suo 28º campionato di Serie B (che in questa stagione assume la denominazione Serie Bwin) ospitando il Vicenza, battuto 2-0 con i gol di Pettinari e Tiribocchi: successivamente i nerazzurri riescono a ottenere i tre punti soltanto nella trasferta di Pescara, per il resto tre pareggi (di cui due a reti bianche) e la sconfitta per mano del Siena allenato dall'ex Antonio Conte.
ottobre sembra essere il mese della svolta, ma l'Atalanta va k.o. sul campo della rivelazione Novara, dimostrando ancora una volta le sue difficoltà nei confronti diretti con le big del torneo: a questo punto, capitan Doni prende in mano la squadra e diventa il bomber della squadra.
Qualche sconfitta pesante, come il 3-2 subìto in rimonta contro il Piacenza e il 3-0 preso a Empoli, minano la tranquillità della squadra: l'apice del momento negativo è rappresentato dal primo k.o. casalingo contro il Livorno che fa addirittura vacillare la fiducia nei confronti del tecnico Colantuono.
Da quel momento inizia un lungo periodo di imbattibilità per l'Atalanta, la cui serie positiva durerà fino alla successiva partita contro i toscani nel girone di ritorno.
L'Atalanta riesce finalmente a imporre il proprio gioco e a trovare continuità di risultati, il che le consente di allungare rispetto alla zona play-off e dare vita con il Siena a un appassionante duello per la conquista del primo posto in classifica.
L'Atalanta sale in testa alla classifica alla 27ª giornata, quando pareggia in casa della Reggina dopo che i rivali bianconeri avevano perso l'anticipo sul campo del Varese.
Nella 36ª giornata un'altra formazione toscana, l'Empoli, espugna l'Atleti Azzurri d'Italia e fa perdere ai nerazzurri il primato in classifica, riconquistato poi con la vittoria nel derby contro l'AlbinoLeffe.
Il 7 maggio 2011, grazie alla vittoria casalinga per 4-1 contro il Portogruaro l'Atalanta raggiunge la matematica promozione in Serie A con tre giornate d'anticipo.
Il campionato si chiude con il pareggio per 1-1 a Grosseto e, grazie al contemporaneo successo rimediato dai cugini dell'AlbinoLeffe contro il Siena, l'Atalanta vince il campionato di Serie B e riceve dalle mani del presidente di Lega B Abodi la Coppa Ali della Vittoria.
L'Atalanta conquista l'undicesima promozione in Serie A della sua storia, aggiudicandosi il campionato cadetto per la quinta volta, nonostante la successiva implicazione nel calcioscommesse e l'arresto del capitano Doni.

## Divise e sponsor
Lo sponsor tecnico per la stagione 2010-2011 è Erreà, mentre lo sponsor ufficiale è AXA Assicurazioni. La prima maglia è a strisce verticali nere e azzurre, calzoncini neri e calzettoni neri, mentre la seconda maglia è bianca con banda trasversale nera e azzurra.
A partire da questa stagione è cominciata la tradizione del Christmas match, voluta dal presidente Percassi: in occasione dell'ultima partita casalinga dell'anno solare i calciatori atalantini indossano delle divise speciali a tiratura limitata che vengono poi vendute all'asta. Il Christmas Match di questa stagione è il derby contro l'AlbinoLeffe dell'11 dicembre 2010.
L'intero ricavato è stato devoluto al "Fondo Atalanta", mentre la consegna delle maglie ai vincitori è avvenuta all'interno della trasmissione Tutto Atalanta.
| Casa | Trasferta | Christmas Match |

## Organigramma societario
Area direttiva
- Presidente: Antonio Percassi
- Amministratore delegato: Luca Percassi
- Direttore generale: Roberto Spagnolo
- Consiglieri: Aldo Arizzi, Enrico Felli, Isidoro Fratus, Mario Volpi
- Amministrazione controllo e finanza: Gianmarco Gandolfi

Area organizzativa
- Segretario generale: Fabio Rizzitelli
- Team manager: Mirco Moioli
- Delegato allo stadio: Carlo Valenti
- Responsabile biglietteria: Omar Valenti

Area comunicazione e marketing
- Responsabile comunicazione: Elisa Persico
- Addetto Stampa: Andrea Lazzaroni
- Ufficio marketing: Vitaliano Beretta
- Licensing manager: Sara Basile

Area tecnica
- Direttore sportivo: Gabriele Zamagna
- Allenatore: Stefano Colantuono
- Preparatore atletico: Marco Montesanto
- Preparatore dei portieri: Mariano Coccia
- Collaboratori tecnici: Michele Armenise e Roberto Beni
- Recupero infortunati: Francesco Vaccariello
- Responsabile area scouting: Giuseppe Corti
- Responsabile settore giovanile: Mino Favini

Area sanitaria
- Responsabile sanitario: Genesio Lucio
- Massaggiatori: Alfredo Adami, Marcello Ginami, Renato Gotti

## Rosa
| N. |                      | Ruolo | Calciatore                        |
| -- | -------------------- | ----- | --------------------------------- |
| 2  | Argentina (bandiera) | D     | Leonardo Talamonti                |
| 3  | Italia (bandiera)    | D     | Marcello Possenti                 |
| 4  | Italia (bandiera)    | D     | Daniele Capelli                   |
| 5  | Italia (bandiera)    | D     | Thomas Manfredini                 |
| 6  | Italia (bandiera)    | D     | Gianpaolo Bellini (vice capitano) |
| 7  | Italia (bandiera)    | D     | Cristian Raimondi                 |
| 8  | Paraguay (bandiera)  | C     | Édgar Barreto                     |
| 11 | Italia (bandiera)    | C     | Nicola Madonna                    |
| 13 | Italia (bandiera)    | D     | Federico Peluso                   |
| 17 | Italia (bandiera)    | A     | Nicola Amoruso                    |
| 18 | Croazia (bandiera)   | A     | Saša Bjelanović                   |
| 19 | Svizzera (bandiera)  | C     | Migjen Basha                      |
| 21 | Serbia (bandiera)    | C     | Ivan Radovanović                  |
| 21 | Italia (bandiera)    | D     | Matteo Gentili                    |
| 22 | Italia (bandiera)    | C     | Simone Padoin                     |
| 23 | Italia (bandiera)    | C     | Leonardo Pettinari                |
| 24 | Danimarca (bandiera) | D     | Magnus Troest                     |
| 26 | Cile (bandiera)      | C     | Carlos Carmona                    |

| N. |                    | Ruolo | Calciatore                |
| -- | ------------------ | ----- | ------------------------- |
| 27 | Italia (bandiera)  | C     | Cristiano Doni (capitano) |
| 28 | Italia (bandiera)  | A     | Francesco Ruopolo         |
| 31 | Italia (bandiera)  | A     | Michele Marconi           |
| 32 | Italia (bandiera)  | D     | Michele Ferri             |
| 34 | Italia (bandiera)  | C     | Marino Defendi            |
| 40 | Italia (bandiera)  | C     | Gennaro Delvecchio        |
| 47 | Italia (bandiera)  | P     | Andrea Consigli           |
| 63 | Italia (bandiera)  | A     | Matteo Ardemagni          |
| 66 | Italia (bandiera)  | A     | Guido Marilungo           |
| 70 | Italia (bandiera)  | A     | Fabio Ceravolo            |
| 78 | Italia (bandiera)  | P     | Giorgio Frezzolini        |
| 79 | Brasile (bandiera) | C     | Adriano Ferreira Pinto    |
| 81 | Italia (bandiera)  | C     | Samuele Dalla Bona        |
| 89 | Italia (bandiera)  | C     | Giacomo Bonaventura       |
| 90 | Italia (bandiera)  | A     | Simone Tiribocchi         |
| 91 | Italia (bandiera)  | P     | Francesco Rossi           |
| 92 | Italia (bandiera)  | D     | Emanuele Suagher          |

## Calciomercato

### Sessione estiva(dal 01/07 al 31/08)
| Acquisti | Acquisti            | Acquisti           | Acquisti                                 |
| R.       | Nome                | da                 | Modalità                                 |
| -------- | ------------------- | ------------------ | ---------------------------------------- |
| P        | Matteo Andreoletti  | Lecco              | fine prestito                            |
| P        | Simone Colombi      | Pergocrema         | fine prestito                            |
| P        | Giorgio Frezzolini  | Ascoli             | definitivo (300 000 €)                   |
| D        | Daniele Gasparetto  | Padova             | fine prestito                            |
| D        | Matteo Gentili      | Varese             | fine prestito                            |
| D        | Cristian Raimondi   | Livorno            | definitivo (1 milione €)                 |
| D        | Magnus Troest       | Genoa              | prestito con diritto di riscatto         |
| C        | Andrea Arrigoni     | Lecco              | riscatto compartecipazione (buste)       |
| C        | Migjen Basha        | Frosinone          | definitivo (2 milioni €)                 |
| C        | Giacomo Bonaventura | Padova             | fine prestito                            |
| C        | Carlos Carmona      | Reggina            | compartecipazione                        |
| C        | Simone Cerea        | Colognese          | fine prestito                            |
| C        | Nicolò Crotti       | Calcio Caravaggese | fine prestito                            |
| C        | Samuele Dalla Bona  | Napoli             | prestito con diritto di riscatto         |
| C        | Marino Defendi      | Lecce              | fine prestito                            |
| C        | Nicola Madonna      | L.R. Vicenza       | fine prestito                            |
| C        | Nicola Madonna      | AlbinoLeffe        | rinnovo compartecipazione                |
| C        | Leonardo Pettinari  | Cittadella         | definitivo (1,6 milioni €)               |
| C        | Ezequiel Schelotto  | Cesena             | riscatto compartecipazione (2 milioni €) |
| A        | Matteo Ardemagni    | Cittadella         | definitivo (4 milioni €)                 |
| A        | Michele Marconi     | Lumezzane          | fine prestito                            |
| A        | Francesco Ruopolo   |                    | svincolato                               |
| A        | Nicholas Siega      | Vigevano           | fine prestito                            |
| A        | Christian Tiboni    | Ascoli             | fine prestito                            |

| Cessioni | Cessioni               | Cessioni         | Cessioni                                      |
| R.       | Nome                   | a                | Modalità                                      |
| -------- | ---------------------- | ---------------- | --------------------------------------------- |
| P        | Matteo Andreoletti     | Pro Patria       | prestito                                      |
| P        | Simone Colombi         | Alessandria      | prestito                                      |
| P        | Ferdinando Coppola     | Milan            | risoluzione compartecipazione (0 €)           |
| P        | Marco Sportiello       | Seregno          | prestito                                      |
| D        | Fabio Adobati          | Renate           | prestito                                      |
| D        | Nicola Barbetti        | Sambonifacese    | risoluzione compartecipazione (0 €)           |
| D        | Dario Bergamelli       | AlbinoLeffe      | rinnovo compartecipazione                     |
| D        | Paolo Bianco           |                  | svincolato                                    |
| D        | Nicola Canzian         | Modena           | prestito                                      |
| D        | Denny Cardin           | Portogruaro      | rinnovo compartecipazione                     |
| D        | György Garics          | Bologna          | definitivo (1,5 milioni €)                    |
| D        | Daniele Gasparetto     | Cittadella       | compartecipazione                             |
| D        | Stefano Mauri          | Cremonese        | risoluzione compartecipazione (0 €)           |
| D        | Maximiliano Pellegrino | Cesena           | prestito                                      |
| D        | Michele Rinaldi        | Rimini           | rinnovo compartecipazione                     |
| D        | Simone Sales           | Cremonese        | rinnovo compartecipazione                     |
| D        | Christian Trovò        | Pergocrema       | risoluzione compartecipazione (0 €)           |
| C        | Andrea Arrigoni        | Ternana          | compartecipazione                             |
| C        | Luisito Campisi        | Verona           | risoluzione compartecipazione (buste)         |
| C        | Fabio Caserta          | Cesena           | prestito                                      |
| C        | Simone Cerea           | Renate           | prestito                                      |
| C        | Michael Cia            | AlbinoLeffe      | rinnovo compartecipazione                     |
| C        | Mamadou Coulibaly      | Mantova          | prestito                                      |
| C        | Nicolò Crotti          |                  | svincolato                                    |
| C        | Diego De Ascentis      |                  | svincolato                                    |
| C        | Tobia Fusciello        | Portogruaro      | risoluzione compartecipazione (0 €)           |
| C        | Michael Girasole       | AlbinoLeffe      | rinnovo compartecipazione                     |
| C        | Tiberio Guarente       | Siviglia         | definitivo (4,3 milioni €)                    |
| C        | Moussa Koné            | Foggia           | prestito                                      |
| C        | Andrea Lazzari         | Cagliari         | risoluzione compartecipazione (2,2 milioni €) |
| C        | Miguel Layún           | América          | rinnovo prestito                              |
| C        | Alessio Manzoni        | Parma            | rinnovo compartecipazione                     |
| C        | Fabio Meduri           | Monza            | compartecipazione                             |
| C        | Ivan Radovanović       | Bologna          | prestito con diritto di riscatto della metà   |
| C        | Ezequiel Schelotto     | Cesena           | prestito                                      |
| C        | Matteo Scozzarella     | Portogruaro      | rinnovo compartecipazione                     |
| C        | Jaime Valdés           | Sporting Lisbona | definitivo (2,6 milioni €)                    |
| C        | Matteo Villanova       | San Marino       | compartecipazione                             |
| C        | Sergio Volpi           | Reggina          | fine prestito                                 |
| C        | Mattia Zagari          | Novara           | risoluzione compartecipazione (0 €)           |
| C        | Paolo Zanetti          | Torino           | fine prestito                                 |
| A        | Fabio Ceravolo         | Reggina          | fine prestito                                 |
| A        | Javier Chevantón       | Siviglia         | fine prestito                                 |
| A        | Karamoko Cissé         | AlbinoLeffe      | rinnovo compartecipazione                     |
| A        | Leon Črnčič            |                  | svincolato                                    |
| A        | Alberto Filippini      | Padova           | risoluzione compartecipazione (0 €)           |
| A        | Manolo Gabbiadini      | Cittadella       | compartecipazione                             |
| A        | Michele Marconi        | Pavia            | prestito                                      |
| A        | Nicholas Siega         | Casale           | prestito                                      |
| A        | Christian Tiboni       | CSKA Sofia       | prestito                                      |
| A        | Simone Zaza            |                  | svincolato                                    |

### Sessione invernale(dal 03/01 al 31/01)
| Acquisti | Acquisti           | Acquisti    | Acquisti                         |
| R.       | Nome               | da          | Modalità                         |
| -------- | ------------------ | ----------- | -------------------------------- |
| P        | Simone Colombi     | Alessandria | fine prestito                    |
| D        | Nicola Canzian     | Modena      | fine prestito                    |
| C        | Gennaro Delvecchio | Catania     | prestito con diritto di riscatto |
| C        | Fabio Meduri       | Monza       | riscatto compartecipazione       |
| C        | Nejc Praprotnik    | Gorica      | definitivo                       |
| C        | Ezequiel Schelotto | Cesena      | fine prestito                    |
| C        | Davide Zappacosta  | Isola Liri  | compartecipazione                |
| A        | Saša Bjelanović    | CFR Cluj    | definitivo (0,7 milioni €)       |
| A        | Michele Marconi    | Pavia       | fine prestito                    |
| A        | Guido Marilungo    | Sampdoria   | definitivo (4,7 milioni €)       |
| A        | Christian Tiboni   | CSKA Sofia  | fine prestito                    |

| Cessioni | Cessioni           | Cessioni       | Cessioni                         |
| R.       | Nome               | a              | Modalità                         |
| -------- | ------------------ | -------------- | -------------------------------- |
| P        | Simone Colombi     | Juve Stabia    | prestito                         |
| D        | Nicola Canzian     | Pergocrema     | prestito                         |
| C        | Marino Defendi     | Grosseto       | prestito                         |
| C        | Fabio Meduri       | Rodengo Saiano | prestito                         |
| C        | Nejc Praprotnik    | Gorica         | prestito                         |
| C        | Ezequiel Schelotto | Catania        | prestito                         |
| A        | Matteo Ardemagni   | Padova         | prestito con diritto di riscatto |
| A        | Michele Marconi    | Pergocrema     | prestito                         |
| A        | Christian Tiboni   | Verona         | prestito                         |

### Operazione esterna alle sessioni
| Acquisti | Acquisti      | Acquisti | Acquisti   |
| R.       | Nome          | da       | Modalità   |
| -------- | ------------- | -------- | ---------- |
| D        | Michele Ferri |          | svincolato |

## Risultati

### Serie B

#### Girone di andata
| Arbitro: | Baracani (Firenze) |

|                                    |           |  |
| Pettinari 4’ Tiribocchi 33’ (rig.) | Marcatori |  |

| Varese 28 agosto 2010, ore 18:30 CEST 2ª giornata | Varese           | 0 – 0 referto | Atalanta | Stadio Franco Ossola (7.560 spett.)\| Arbitro: \| Giancola (Vasto) \| |
| Arbitro:                                          | Giancola (Vasto) |               |          |                                                                       |

| Bergamo 5 settembre 2010, ore 15:00 CEST 3ª giornata | Atalanta         | 0 – 0 referto | Frosinone | Stadio Atleti Azzurri d'Italia (18.799 spett.)\| Arbitro: \| Pinzani (Empoli) \| |
| Arbitro:                                             | Pinzani (Empoli) |               |           |                                                                                  |

| Arbitro: | N. Stefanini (Prato) |

|  |           |                               |
|  | Marcatori | 52’ Manfredini 81’ Tiribocchi |

| Arbitro: | Ciampi (Roma) |

|                  |           |  |
| Mastronunzio 13’ | Marcatori |  |

| Arbitro: | Gallione (Alessandria) |

|             |           |               |
| Ruopolo 20’ | Marcatori | 26’ Bonazzoli |

| Arbitro: | Guida (Torre Annunziata) |

|  |           |                           |
|  | Marcatori | 14’ Ardemagni 28’ Ruopolo |

| Arbitro: | Tommasi (Bassano del Grappa) |

|                               |           |             |
| S. Padoin 6’ Tiribocchi 90+2’ | Marcatori | 23’ Sgrigna |

| Arbitro: | Candussio (Cervignano del Friuli) |

|                                  |           |  |
| Bertani 70’ M. Rigoni 73’ (rig.) | Marcatori |  |

| Arbitro: | Baracani (Firenze) |

|               |           |                |
| Doni 19’, 27’ | Marcatori | 65’ M. Ciofani |

| Arbitro: | N. Stefanini (Prato) |

|                                        |           |                         |
| Marchi 51’ M. Anaclerio 66’ Guzmán 78’ | Marcatori | 25’ Tiribocchi 29’ Doni |

| Arbitro: | Nasca (Bari) |

|                                                 |           |                  |
| Barreto 30’ Doni 45’ (rig.), 47’ Tiribocchi 64’ | Marcatori | 61’ (rig.) Succi |

| Arbitro: | Gallione (Alessandria) |

|  |           |          |
|  | Marcatori | 82’ Doni |

| Arbitro: | Calvarese (Teramo) |

|                   |           |  |
| Bonaventura 45+2’ | Marcatori |  |

| Arbitro: | Tommasi (Bassano del Grappa) |

|                                 |           |  |
| Coralli 7’, 76’ (rig.) Foti 24’ | Marcatori |  |

| Arbitro: | Ostinelli (Como) |

|                              |           |  |
| Tiribocchi 36’ Pettinari 48’ | Marcatori |  |

| Arbitro: | Giancola (Vasto) |

|  |           |                   |
|  | Marcatori | 31’, 90+1’ Pagano |

| Arbitro: | Ciampi (Roma) |

|                   |           |                         |
| Cunico 75’ (rig.) | Marcatori | 1’ Ruopolo 35’ Ceravolo |

| Arbitro: | Nasca (Bari) |

|                                      |           |          |
| Ceravolo 41’ (rig.) Ruopolo 71’, 83’ | Marcatori | 31’ Sala |

| Arbitro: | Guida (Torre Annunziata) |

|  |           |                 |
|  | Marcatori | 74’ Bonaventura |

| Arbitro: | Calvarese (Teramo) |

|                                |           |  |
| Bonaventura 16’ Tiribocchi 51’ | Marcatori |  |

#### Girone di ritorno
| Arbitro: | Doveri (Roma) |

|             |           |                |
| Schiavi 74’ | Marcatori | 72’ Tiribocchi |

| Bergamo 22 gennaio 2011, ore 15:00 CET 23ª giornata | Atalanta           | 0 – 0 referto | Varese | Stadio Atleti Azzurri d'Italia (18.806 spett.)\| Arbitro: \| Baracani (Firenze) \| |
| Arbitro:                                            | Baracani (Firenze) |               |        |                                                                                    |

| Arbitro: | Pinzani (Empoli) |

|  |           |                |
|  | Marcatori | 75’ Tiribocchi |

| Arbitro: | Gallione (Alessandria) |

|               |           |  |
| Marilungo 55’ | Marcatori |  |

| Bergamo 11 febbraio 2011, ore 20:45 CET 26ª giornata | Atalanta                 | 0 – 0 referto | Siena | Stadio Atleti Azzurri d'Italia (20.995 spett.)\| Arbitro: \| Guida (Torre Annunziata) \| |
| Arbitro:                                             | Guida (Torre Annunziata) |               |       |                                                                                          |

| Reggio Calabria 19 febbraio 2011, ore 15:00 CET 27ª giornata | Reggina                           | 0 – 0 referto | Atalanta | Stadio Oreste Granillo (4.420 spett.)\| Arbitro: \| Candussio (Cervignano del Friuli) \| |
| Arbitro:                                                     | Candussio (Cervignano del Friuli) |               |          |                                                                                          |

| Arbitro: | Giacomelli (Trieste) |

|                   |           |  |
| G. Delvecchio 62’ | Marcatori |  |

| Arbitro: | Doveri (Roma) |

|               |           |                              |
| Antenucci 11’ | Marcatori | 12’ Peluso 90+4’ Bonaventura |

| Arbitro: | Tozzi (Ostia Lido) |

|               |           |            |
| S. Padoin 52’ | Marcatori | 88’ Rubino |

| Arbitro: | N. Stefanini (Prato) |

|            |           |          |
| Faísca 53’ | Marcatori | 60’ Doni |

| Arbitro: | Calvarese (Teramo) |

|                                           |           |  |
| Doni 34’ (rig.), 42’ (rig.) Ruopolo 45+1’ | Marcatori |  |

| Arbitro: | Baracani (Firenze) |

|                 |           |                   |
| El Shaarawy 54’ | Marcatori | 3’ Ferreira Pinto |

| Arbitro: | Palazzino (Ciampino) |

|                                                                    |           |  |
| Ferreira Pinto 5’ Doni 48’ (rig.) Tiribocchi 88’ Bonaventura 90+3’ | Marcatori |  |

| Arbitro: | Pizani (Empoli) |

|             |           |                            |
| Signori 79’ | Marcatori | 47’ Ruopolo 88’ Bjelanović |

| Arbitro: | Nasca (Bari) |

|                 |           |                             |
| Doni 76’ (rig.) | Marcatori | 17’ Mch'edlidze 29’ Soriano |

| Arbitro: | Gallione (Alessandria) |

|                 |           |                         |
| Cutolo 36’, 45’ | Marcatori | 29’ Tiribocchi 54’ Doni |

| Arbitro: | Massa (Imperia) |

|                              |           |                 |
| Dionisi 55’ Danilevičius 63’ | Marcatori | 48’ Bonaventura |

| Arbitro: | Cervellera (Taranto) |

|                                                       |           |              |
| Tiribocchi 31’, 82’ Bonaventura 41’ G. Delvecchio 79’ | Marcatori | 15’ Memushaj |

| Arbitro: | Velotto (Grosseto) |

|                        |           |                                 |
| Grossi 45+1’ Torri 76’ | Marcatori | 5’, 42’ Bonaventura 17’ Ruopolo |

| Arbitro: | Baratta (Salerno) |

|                          |           |                                      |
| Troest 21’ Marilungo 47’ | Marcatori | 60’ (rig.) Piovaccari 62’ Gabbiadini |

| Arbitro: | Palazzino (Ciampino) |

|            |           |                |
| Caridi 83’ | Marcatori | 44’ Tiribocchi |

### Coppa Italia
| Arbitro: | Massa (Imperia) |

|                                         |           |               |
| S. Padoin 34’ Capelli 64’ Ardemagni 66’ | Marcatori | 61’ Sciaudone |

| Arbitro: | De Marco (Chiavari) |

|  |           |               |
|  | Marcatori | 87’ Cellerino |

## Statistiche

### Statistiche di squadra
| Competizione | Punti | In casa | In casa | In casa | In casa | In casa | In casa | In trasferta | In trasferta | In trasferta | In trasferta | In trasferta | In trasferta | Totale | Totale | Totale | Totale | Totale | Totale | DR  |
| Competizione | Punti | G       | V       | N       | P       | Gf      | Gs      | G            | V            | N            | P            | Gf           | Gs           | G      | V      | N      | P      | Gf     | Gs     | DR  |
| ------------ | ----- | ------- | ------- | ------- | ------- | ------- | ------- | ------------ | ------------ | ------------ | ------------ | ------------ | ------------ | ------ | ------ | ------ | ------ | ------ | ------ | --- |
| Serie B      | 79    | 21      | 13      | 6       | 2       | 36      | 13      | 21           | 9            | 7            | 5            | 25           | 23           | 42     | 22     | 13     | 7      | 61     | 35     | +26 |
| Coppa Italia | -     | 2       | 1       | 0       | 1       | 3       | 2       | 0            | 0            | 0            | 0            | 0            | 0            | 2      | 1      | 0      | 1      | 3      | 2      | +1  |
| Totale       | -     | 23      | 14      | 6       | 3       | 39      | 15      | 21           | 9            | 7            | 5            | 25           | 23           | 44     | 23     | 13     | 8      | 64     | 37     | +27 |

### Statistiche dei giocatori
| Giocatore         | Serie B  | Serie B | Serie B     | Serie B    | Coppa Italia | Coppa Italia | Coppa Italia | Coppa Italia | Totale   | Totale | Totale      | Totale     |
| Giocatore         | Presenze | Reti    | Ammonizioni | Espulsioni | Presenze     | Reti         | Ammonizioni  | Espulsioni   | Presenze | Reti   | Ammonizioni | Espulsioni |
| ----------------- | -------- | ------- | ----------- | ---------- | ------------ | ------------ | ------------ | ------------ | -------- | ------ | ----------- | ---------- |
| N. Amoruso        | -        | -       | -           | -          | 0            | 0            | 0            | 0            | 0        | 0      | 0           | 0          |
| M. Ardemagni      | 16       | 1       | 0           | 0          | 1            | 1            | 0            | 0            | 17       | 2      | 0           | 0          |
| E. Barreto        | 29       | 2       | 9           | 0          | -            | -            | -            | -            | 29       | 2      | 9           | 0          |
| M. Basha          | 23       | 0       | 4           | 0          | 2            | 0            | 2            | 0            | 25       | 0      | 6           | 0          |
| G. Bellini        | 33       | 0       | 8           | 1          | 1            | 0            | 0            | 0            | 34       | 0      | 8           | 1          |
| S. Bjelanović     | 10       | 1       | 0           | 0          | -            | -            | -            | -            | 10       | 1      | 0           | 0          |
| G. Bonaventura    | 31       | 9       | 3           | 0          | 2            | 0            | 0            | 0            | 33       | 9      | 3           | 0          |
| D. Capelli        | 31       | 0       | 10          | 0          | 2            | 1            | 0            | 0            | 33       | 1      | 10          | 0          |
| C. Carmona        | 32       | 0       | 7           | 2          | -            | -            | -            | -            | 32       | 0      | 7           | 2          |
| F. Ceravolo       | 18       | 2       | 1           | 0          | 2            | 0            | 0            | 0            | 20       | 2      | 1           | 0          |
| A. Consigli       | 40       | -32     | 3           | 0          | 1            | -1           | 0            | 0            | 41       | -33    | 3           | 0          |
| S. Dalla Bona     | 0        | 0       | 0           | 0          | 1            | 0            | 1            | 0            | 1        | 0      | 1           | 0          |
| M. Defendi        | 0        | 0       | 0           | 0          | 1            | 0            | 0            | 0            | 1        | 0      | 0           | 0          |
| G. Delvecchio     | 15       | 1       | 6           | 0          | -            | -            | -            | -            | 15       | 1      | 6           | 0          |
| C. Doni           | 34       | 12      | 9           | 0          | -            | -            | -            | -            | 34       | 12     | 9           | 0          |
| M. Ferri          | 9        | 0       | 2           | 0          | -            | -            | -            | -            | 9        | 0      | 2           | 0          |
| A. Ferreira Pinto | 19       | 2       | 1           | 0          | -            | -            | -            | -            | 19       | 2      | 1           | 0          |
| G. Frezzolini     | 2        | -3      | 0           | 0          | 1            | -1           | 0            | 0            | 3        | -4     | 0           | 0          |
| M. Gentili        | 1        | 0       | 0           | 0          | 1            | 0            | 0            | 0            | 2        | 0      | 0           | 0          |
| N. Madonna        | 1        | 0       | 0           | 0          | -            | -            | -            | -            | 1        | 0      | 0           | 0          |
| M. Marconi        | -        | -       | -           | -          | -            | -            | -            | -            | -        | -      | -           | -          |
| G. Marilungo      | 16       | 2       | 2           | 0          | -            | -            | -            | -            | 16       | 2      | 2           | 0          |
| T. Manfredini     | 17       | 1       | 4           | 0          | 1            | 0            | 1            | 0            | 18       | 1      | 5           | 0          |
| S. Padoin         | 34       | 2       | 4           | 0          | 1            | 1            | 0            | 0            | 35       | 3      | 4           | 0          |
| L. Pettinari      | 17       | 2       | 2           | 0          | 2            | 0            | 0            | 0            | 19       | 2      | 2           | 0          |
| F. Peluso         | 33       | 1       | 11          | 0          | 2            | 0            | 1            | 0            | 35       | 1      | 12          | 0          |
| M. Possenti       | -        | -       | -           | -          | 1            | 0            | 0            | 0            | 1        | 0      | 0           | 0          |
| I. Radovanović    | 2        | 0       | 0           | 0          | 1            | 0            | 1            | 0            | 3        | 0      | 1           | 0          |
| C. Raimondi       | 25       | 0       | 4           | 1          | 1            | 0            | 1            | 0            | 26       | 0      | 5           | 1          |
| F. Rossi          | -        | -       | -           | -          | -            | -            | -            | -            | -        | -      | -           | -          |
| F. Ruopolo        | 31       | 8       | 2           | 0          | 2            | 0            | 0            | 0            | 33       | 8      | 2           | 0          |
| E. Suagher        | -        | -       | -           | -          | -            | -            | -            | -            | -        | -      | -           | -          |
| L. Talamonti      | 9        | 0       | 3           | 0          | -            | -            | -            | -            | 9        | 0      | 3           | 0          |
| S. Tiribocchi     | 34       | 14      | 8           | 1          | 1            | 0            | 1            | 0            | 35       | 14     | 9           | 1          |
| M. Troest         | 25       | 1       | 3           | 0          | 0            | 0            | 0            | 0            | 25       | 1      | 3           | 0          |

## Giovanili

### Organigramma societario
Area direttiva
- Responsabile settore giovanile: Mino Favini

Area tecnica - Primavera
- Allenatore: Valter Bonacina
- Allenatore in seconda: Fabio Grandi
- Preparatore atletico: Luca Medolago
- Preparatore portieri: Massimo Biffi
- Medico: Bruno Speziale
- Fisioterapista o massaggiatore: Stefano Pirovano
- Dirigente accompagnatore: Venanzio Moriggi e Giuseppe Belotti
- Collaboratore: Ferruccio Finardi

Area tecnica - Berretti
- Allenatore: Eugenio Perico
- Preparatore portieri: Carlo Resmini
- Medico: Fabrizio Caroli
- Fisioterapista o massaggiatore: Antonio Rossi
- Dirigente accompagnatore: Egidio Acquaroli e Amelio Macetti

Area tecnica - Allievi Nazionali
- Allenatore: Fabio Gallo
- Medico: Paolo Amaddeo
- Fisioterapista o massaggiatore: Guido Bonifaccio
- Preparatore atletico: Mauro Pozzoni
- Dirigente accompagnatore: Augusto Merletti

Area tecnica - Allievi Regionali 
- Allenatore: Simone Carminati
- Fisioterapista o massaggiatore: Simone Sangaletti
- Dirigente accompagnatore: Amelio Macetti, Aldo Valerio e Paolo Vitari

Area tecnica - Giovanissimi Nazionali
- Allenatore: Giuseppe Butti
- Medico: Roberto Bertolini
- Fisioterapista o massaggiatore: Michele Locatelli
- Dirigente accompagnatore: Giovanni Manzoni

Area tecnica - Giovanissimi Regionali "A"
- Allenatore: Gian Luca Polistina
- Fisioterapista o massaggiatore: Daniele Brignoli
- Dirigente accompagnatore: Stefano Daldossi

Area tecnica - Giovanissimi Regionali "B"
- Allenatore: Mauro Fumagalli
- Dirigente accompagnatore: Giuseppe Pandini

### Piazzamenti
- Primavera:
  - Campionato: Quarti di finale
  - Coppa Italia: Quarti di finale
  - Torneo di Viareggio: Semifinali
- Berretti:
  - Campionato: Qualificazione alle Semifinali
- Allievi nazionali:
  - Campionato: Sedicesimi di finale
  - Trofeo di Arco "Beppe Viola": Fase a gironi
- Allievi regionali:
  - Campionato: 2º posto
- Giovanissimi nazionali:
  - Campionato: Sedicesimi di finale
- Giovanissimi regionali "A":
  - Campionato: 2º posto
- Giovanissimi regionali "B":
  - Campionato: 3º posto